# Romanée
Die Romanée ist ein Fluss in Frankreich, der in der Region Bourgogne-Franche-Comté verläuft. Sie entspringt im Regionalen Naturpark Morvan, im Gemeindegebiet von Saint-Didier, entwässert generell in nordwestlicher Richtung und mündet nach rund 26 Kilometern im Gemeindegebiet von Cussy-les-Forges als rechter Nebenfluss in den Cousin. Auf seinem Weg durchquert die Romanée die Départements Côte-d’Or und Yonne.

## Orte am Fluss
(Reihenfolge in Fließrichtung)
- Grainvault, Gemeinde Saint-Didier
- Saint-Germain-de-Modéon
- Saint-Andeux
- Bussières